# Piara Singh Gill
Piara Singh Gill (28 ottobre 1911 – 23 marzo 2002) è stato un fisico indiano.
Fisico nucleare, precursore dei raggi cosmici, lavorò nell'ambito del Progetto Manhattan. Fu il primo direttore del 'Central Scientific Instruments Organisation' (CSIO) in India. Ricercatore prima nell'Università di Chicago nel 1940 e poi nel Tata Institute of Fundamental Research nel 1947 e ufficiale con compiti speciali con la Commissione relativa all'Energia Nucleare di New Delhi. Professore e , successivamente, capo del dipartimento di fisica della 'Aligarh University' nel 1949, direttore del 'Central Scientific Instruments Organisation' nel 1959 e cattedra onoraria alla 'Punjab Agricultural University' nel 1971.

## Biografia e formazione accademica
Nato il 28 ottobre 1911 in un villaggio del Distretto di Hoshiarpur nella regione del Punjab, in India. Dopo aver frequentato la Khalsa High School nel Mahilpur, partì per l'America nel 1929. Si laureò alla University of Southern California. Svolse un dottorato di ricerca in fisica all'Università di Chicago sotto la guida del premio Nobel Arthur Compton, terminando il lavoro nel 1940. Fu collega e amico di Homi J. Bhabha, che gli offrì la posizione di ricercatore al Tata Institute of Fundamental Research nel 1947.

## Vita professionale
Divenne amico stretto di Nehru, quest'ultimo impressionato dalle sue conoscenze in ambito scientifico, il quale gli offrì il posto di Ufficiale con compiti speciali nell'ambito della Commissione relativa all'Energia Nucleare di Nuova Delhi. Inoltre, gli venne chiesto di diventare il primo direttore del 'Central Scientific Instruments Organization' (CSIO) dell'India.
Con lui al comando, il CSIO divenne leader del design degli strumenti scientifici avanzati in Asia. Gill divenne un importante supervisore di Nehru per quanto riguarda la strategia nucleare dell'India negli anni '50 e '60.
Robert Oppenheimer, collega e amico di Gill, chiese a quest'ultimo tenere un discorso alla California Institute of Technology, in occasione di una conferenza organizzata per festeggiare l'ottantesimo compleanno del premio Nobel per la fisica del 1928 Robert Millikan.

## Ruoli avuti
- Research Fellow, Università di Chicago, 1940–41.
- Docente di Fisica, Forman Christian College, Lahore, 1940–47.
- Professore di fisica sperimentale, Tata Institute of Fundamental Research, Bombay, 1947–48.
- Ufficiale di turno, Commissione per l'energia nucleare, 1948–49.
- Professore e capo del Dipartimento di Fisica, Aligarh Muslim University, Aligarh, 1949–63.
- Decano, Facoltà di Scienze, Aligarh Muslim University, Aligarh, 1950-1953 e 1956-1958.
- Direttore, Osservatorio di ricerca Gulmarg, Gulmarg, 1951–71.
- Consigliere scientifico onorario del governo del Punjab .
- Direttore, Central Scientific Instruments Organization (CSIO), Chandigarh, 1963–71.
- Professore emerito, Università agraria del Punjab, 1972-1982.
- Presidente, Universal Magnetics (P) Ltd.
- Professore a contratto di fisica, Georgia Institute of Technology, Atlanta, Georgia, 1990-1994.

## Professore onorario di fisica
- Università di Jammu e Università del Kashmir .
- Università del Punjab

## Appartenenza a società scientifiche
- Membro della American Physical Society.
- Membro della Indian Physical Society .
- Membro della National Academy of Sciences of India .
- Membro della Indian National Science Academy .
- Membro dell'Explorers Club .

## Posizioni ricoperte
- Presidente della sezione di fisica del Congresso di Scienze dell'India (1954).
- Presidente dell'Accademia Nazionale delle Scienze dell'India (1957-1958).
- Presidente della Società di Fisica dell'India .
- Segretario (Decentrato) Indian Science Congress Association (1960–63).
- Segretario degli Esteri, Indian National Science Academy (1961-1964).
- Vicepresidente, Northern Indian Science Association .
- Presidente, Optical Society of India (1970).

## Appartenenza a comitati scientifici
- Membro del comitato di ricerca scientifica UP.
- Membro della Commissione UP University Grants.
- Membro del Consiglio della Indian National Science Academy .
- Membro del Consiglio della Indian Physical Society .
- Membro del Consiglio dell'Accademia Nazionale delle Scienze dell'India .
- Membro del Comitato dei redattori dell'Indian Journal of Physics .
- Membro delle Facoltà dell'Università di Lucknow, Banaras e Allahabad.
- Membro del National Scientific Advisory Council dell'Institute of Comprehensive Medicine e anche dell'Editorial Board dell'Int. Journal for Comprehensive Medicine, California.
- Membro del gruppo di consulenti in scienze tecnologiche e ricerca applicata presso la direzione generale dell'UNESCO, 1967.
- Presidente, Consiglio di sviluppo per l'industria degli strumenti istituito dal governo. dell'India, Ministero del Commercio interno e degli affari aziendali (Dipartimento per lo sviluppo industriale).
- Membro, Senato, Università del Punjab, Chandigarh.
- Membro, Senato e Organizzazione, Università del Punjabi, Patiala.
- Membro, Senato, Guru Nanak Dev University, Armitsar.